# 会文镇
会文镇是中华人民共和国海南省文昌市下辖的一个镇。2019年被评为中国文化百强镇。

## 行政区划
会文镇下辖以下村级行政区划单位：
会文社区、冠南村、龙家村、朝奎村、李桃村、会文村、文林村、官公铺村、官新村、白延村、湖丰村、南坡村、凤会村、烟堆村、阳光村、边海村和沙港村。

## 中国传统村落
2012年，十八行村被评为首批“中国传统村落”。